# 锡盖特切普
锡盖特切普（匈牙利語：Szigetcsép）是匈牙利佩斯州所辖的一个村。总面积18.20平方公里，总人口2343，人口密度128.7人/平方公里（2011年1月1日）。